# Ciastolina

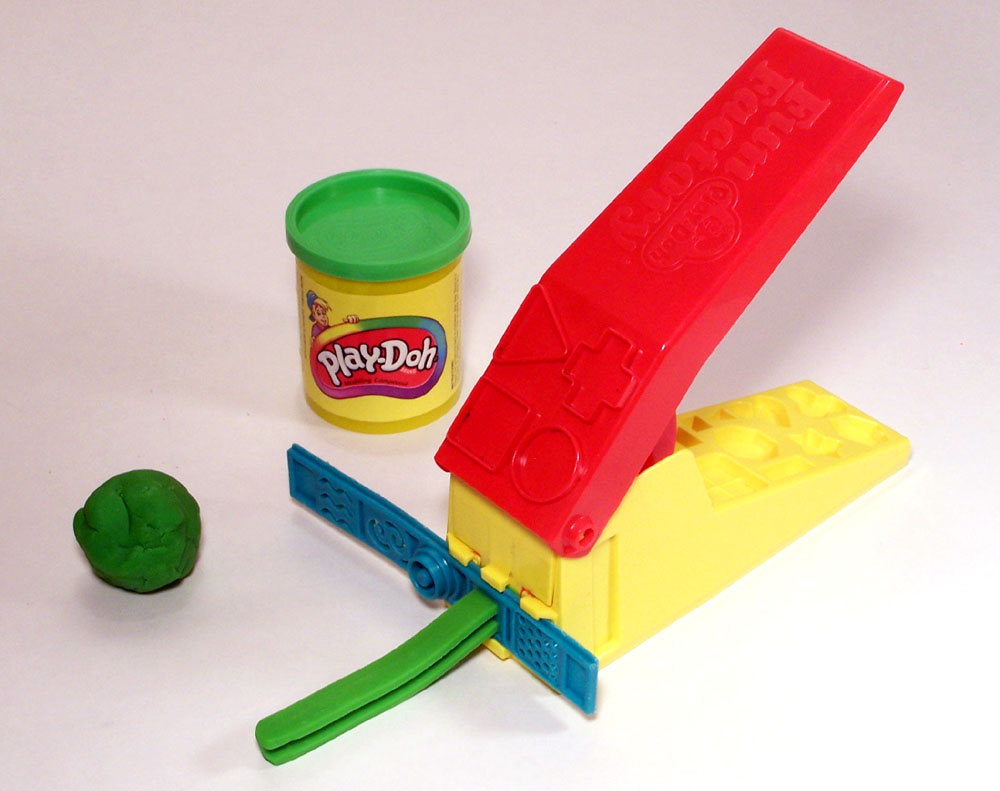
Ciastolina z akcesoriami

Ciastolina – masa plastyczna przeznaczona dla dzieci, przypominająca swoim własnościami mechanicznymi plastelinę. W skład wchodzą m.in. mąka, woda, sól oraz składniki odpowiadające za gładką strukturę, zapach, barwę i zabezpieczające przed pleśnieniem. Dokładny skład ciastoliny jest tajemnicą handlową.
Ciastolina została wynaleziona w latach 50. XX w. przez Noaha i Josepha McVickerów, a obecnie właścicielem patentu jest firma Hasbro, która sprzedaje ten produkt pod nazwą handlową Play-Doh.